# 風流
風流（ふりゅう）とは、中世以後の日本において高揚した美意識の1つ。人目を驚かすために華美な趣向を凝らした意匠を指し、婆娑羅や数寄とともに侘び・寂びと対峙する存在として認識された。後にはこうした意匠に沿った芸能や美術・建築などにも用いられた。なお、室町時代の漢和辞典である『下学集』には「風流の義也。日本の俗、拍子物を呼びて風流と曰ふ」とある。
風流のひとつである田楽の起源について大江匡房の『洛陽田楽記』には、「初め閭理よりして、公卿に及ぶ」（初めは田舎の人々が行い、やがて公家に及んだ）とあるように、風流は平安時代半ばから江戸時代まで続いた庶民による文化運動だった。
風流に属する分野は多岐にわたる。例えば本田安次は『日本の伝統芸』において、風流の全体を以下のように分類している。
- 神楽 - 巫女神楽、採物神楽、湯立神楽、獅子神楽
- 田楽 - 田遊び、御田植神事など
- 風流 - やすらい花、お練り、念仏踊りなど
- 語り物・祝福芸 - 三河万歳など
- 渡来芸・舞台芸 - 延年、歌舞伎など

現代の日本語で日常的に用いられる「風流（ふうりゅう）」の言葉の指す美意識とは異なる。

## 歴史
『万葉集』においては、「みやび」と和訓が振られ、「好き心」などの意味も有したが、平安時代には歌合などの行事に用いる故事や文芸作品に由来する作り物や衣装などの意味で用いられ、平安末期以後には祭礼の山車や衣装、宴席の州浜台などに施された華美な趣向を指して「風流」と呼ぶようになった。また、こうした嗜好を好む人を風流者（ふりゅうざ）とも呼んだ。一方で、永長元年（1096年）には貴族・官人から庶民までが風流な格好を纏って田楽を演じながら行進した永長の大田楽や久寿元年（1154年）の今宮社御霊会において傘の上に風流な飾りの花を掲げて唄い囃した「風流のあそび」が行われ（『梁塵秘抄口伝集』巻14）、後世における音曲や歌で囃す「風流」の原型が記録されている。
特に南北朝時代以後には、都市には町衆、農村には乙名などの有力な指導層が現れて、彼らが主導する祭礼や芸能の中で「風流」が取り入れられた。また、この時期になると造作物のみならず、派手な衣装に身を包んで笛や太鼓の音に囃されて練り歩く「囃子物」やこれに合わせて拍子を取る「拍子物」、集団で踊りを演じる「風流踊」などが出現するようになった。特に風流踊は室町時代後期から江戸時代初期にかけて大流行となり、風流と言えば風流踊を指すほどにもなった。
政治権力はこうした風潮を戒めようとして、度々過度な風流を禁じる命令を出したが、全く効果は無かった。また、戦国時代末期から江戸時代初期には権力側にも風流に好意的な風潮も見られ、慶長9年（1604年）の豊臣秀吉の7回忌に合わせて京都の町衆が大規模な風流踊を開いた際には豊臣氏からの支援を受けている。
こうした「風流」の趣向は同時代の寺院芸能である猿楽・能・狂言などに影響を与えた。能・狂言とともに能楽を構成する3要素の1つであった式三番においては派手な格好で歌唱混じりに演じる芸を「風流」と呼んで演出の重要な要素として用いられ、狂言の演出中にも採り入れられた。万治3年（1660年）に大蔵虎明が『風流之本』を本を著して風流30番を採録しているが、今日では行われなくなったものも多い。また、風流の格好・芸能・感覚は江戸時代に確立した歌舞伎・人形浄瑠璃などにも影響を与えた他、桃山文化や元禄文化の建築などにもその影響が見られる。また、現代の盆踊りや踊念仏、正月飾りとの関連性も指摘されている。